# Vera von Schiff
Vera von Schiff (även Vera Iosifovna Schiff), född cirka 1858, död 28 september 1919 i Petrograd, var en rysk matematiker.
Hon deltog 1897 i den första Internationella matematikerkongressen. Hon var en 208 matematiker, och en av endast fyra kvinnor som deltog, vid sidan av Charlotte Wedell, Iginia Massarini, och Charlotte Scott.